# Homunculus loxodontus
Homunculus loxodontus（ホムンクルス・ロクソドントゥス）はオランダの芸術家マルグリート・ヴァン・ブレーヴォート (Margriet van Breevoort) による彫刻。ライデン大学病院のために作られ、2016年春に設置された。名前のHomunculusはホムンクルスを、loxodontusはアフリカゾウ属の属名(Loxodonta)を表しており、ホムンクルスの象という意味。
この彫刻はЖдун （ロシア語）/ Почекун （ウクライナ語）/ Пачакун （ベラルーシ語）（ Zhdun / Pochekun / Pachakun、「待ってる人」を意味する）とも呼ばれ、ソビエト圏の国々で人気を得た。英語圏の国では「Wosh」と呼ばれている。日本語圏では「待ってる者」「ポチェくん」などと呼ばれている。

## 組成
作者によると、彫刻は医者の診療所で待つ人々の感情を象徴している。

## インターネットミーム
2017年、ロシアと東欧諸国の国々で彫刻はインターネットミームとなり、絵画、写真、ビデオ、その他様々な媒体などでコラなどが作られた。ロシアのメディア企業CD Landは、2017年に彫刻の使用権を購入し、たとえばアニメシリーズを通じて使用する予定であるという。